# Billy Latsko
(en) Statistiques sur pro-football-reference
Billy Latsko (né le 16 février 1984 à Gainesville) est un joueur américain de football américain.

## Enfance
Latsko étudie à la Buchholz High School de sa ville natale de Gainesville où il joue notamment dans les équipes de football américain et de baseball.

## Carrière

### Université
Après son diplôme à la sortie de son lycée, il s'inscrit à l'université de Floride où il intègre les rangs de l'équipe de football américain des Gators, d'abord sous les ordres de Ron Zook puis d'Urban Meyer. Il sort diplômé en construction d'infrastructures.

### Professionnel
Billy Latsko n'est sélectionné par aucune équipe lors du draft de la NFL de 2007. Il signe peu de temps après avec les Panthers de la Caroline mais il n'y joue aucun match. Il passe la saison 2008 dans les équipes d'entraînement des Steelers de Pittsburgh, Panthers de la Caroline puis les Chargers de San Diego.
Il doit attendre trois saisons après son arrivée dans le monde du football professionnel, pour faire ses premiers pas sur la pelouse, entrant au cours d'un match avec San Diego. Après cela, il est libéré par la franchise des Chargers.
Le 19 mai 2011, il signe avec les Destroyers de Virginie, jouant en United Football League et remporte son premier titre en professionnel, à savoir le championnat UFL.

## Palmarès
- Troisième équipe All-American lycéenne 2000
- Équipe du district de Gainesville (niveau lycée) 2001
- Seconde équipe de Floride (niveau lycée) 2001
- Championnat UFL 2011